# Africa Rising Cycling Center

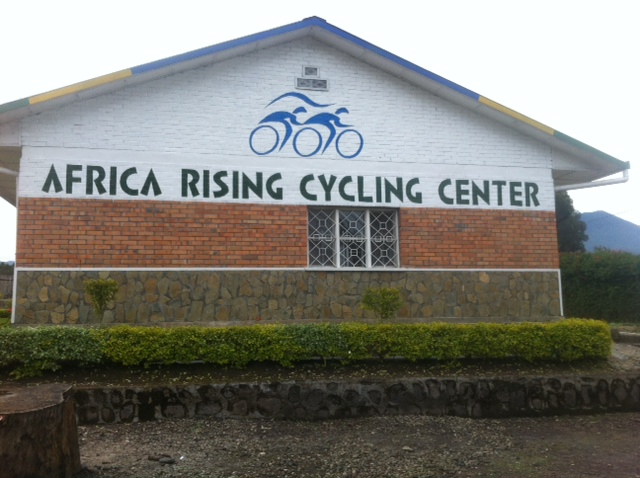
Africa Rising Cycling Center in Musanze, Ruanda

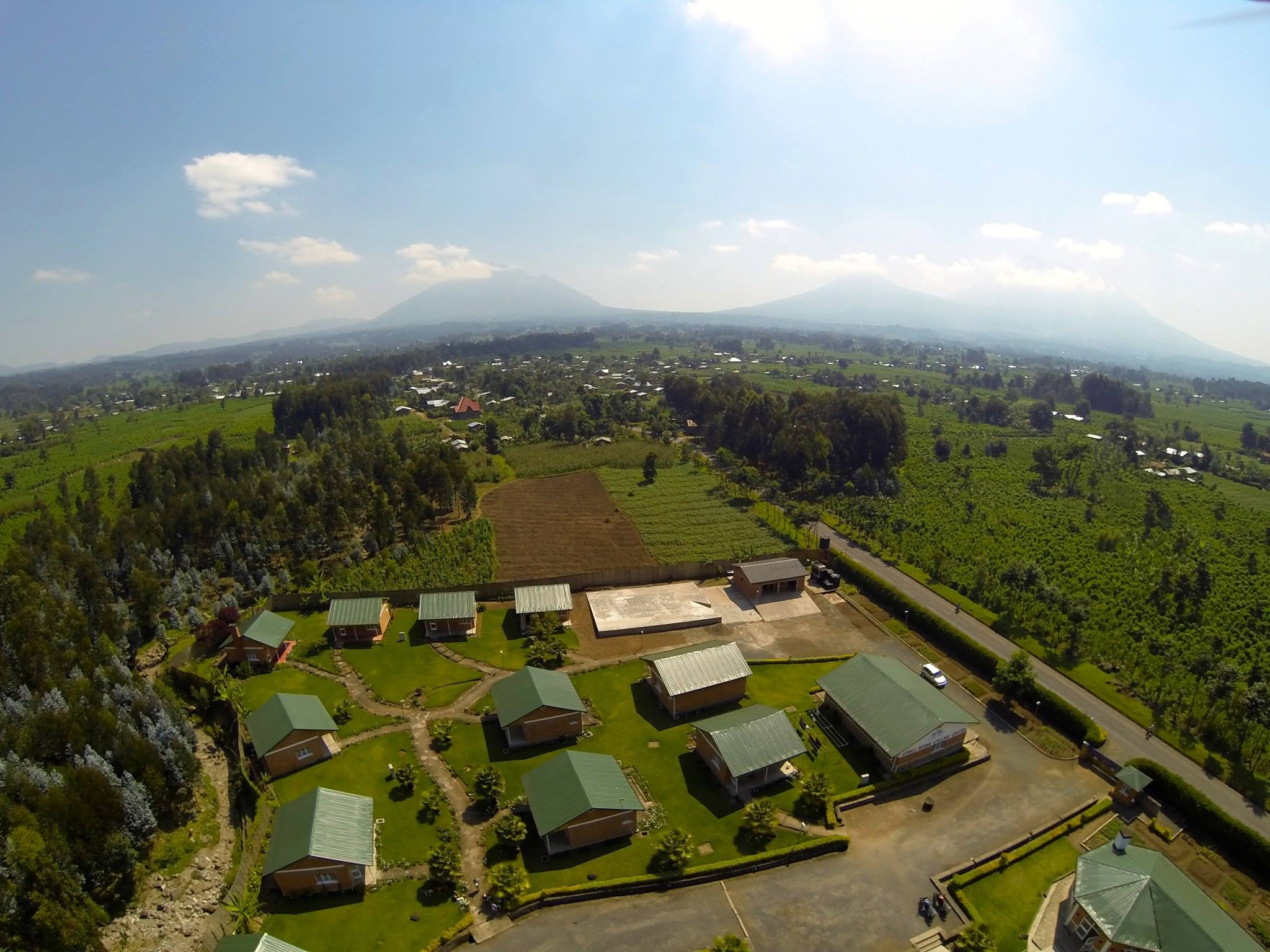
Das ARCC von oben

Das Africa Rising Cycling Center (ARCC) ist ein Radsport-Trainingszentrum in Ruanda. Es wurde am 15. Juni 2014 eröffnet.
Das Projekt entstand in Zusammenarbeit des Team Rwanda Cycling, der Rwandan Cycling Federation (FERWACY) und des Ministeriums für Sport und Kultur von Ruanda, mit Unterstützung des Weltradsportverbandes Union Cycliste Internationale (UCI). Initiator des Zentrums ist Jock Boyer, ehemaliger US-amerikanischer Profi-Radrennfahrer und heutiger Leiter des Teams Rwanda Cycling und ruandischer Nationaltrainer.
Das Zentrum befindet sich in einem nördlichen Distrikt von Ruanda, Musanze, in einer Höhe von 2000 Metern. Es besteht aus 16 Gebäuden, einer Service-Abteilung, einem BMX-Kurs, einem Ausbildungszentrum, einem Bio-Garten und weiteren Einrichtungen. Es soll nicht nur der Ausbildung und dem Training afrikanischer Radsportler dienen, sondern auch Teams aus anderen Ländern, die dort z. B. Höhentraining durchführen können. Zudem werden Kurse für afrikanische Trainer, Kommissäre und Mechaniker angeboten.
Teile der Ausbildung sind Yoga, Unterricht in Englisch und in Lebenskompetenzen. Einige der talentierten afrikanischen Sportler haben nur wenige Jahre die Schule besucht und sind Analphabeten. Jock Boyer:

“An athlete from Eritrea who goes to Europe already has six to ten things working against him. He needs a visa, he doesn’t have a credit card, and he can’t call home for money or help because he’s the one supporting his family.”

„Sechs bis zehn Dinge arbeiten gegen einen Sportler aus Eritrea, der nach Europa geht. Er benötigt ein Visum, er hat keine Kreditkarte und er kann nicht zuhause anrufen, um Geld zu bekommen, da er derjenige ist, der die Familie unterhält.“

Er sehe es als Aufgabe des ARCC an, diese Sportler zu unterstützen.
Das ARCC ist auch Trainingsbasis für das Team Africa Rising, das aus dem Zusammenschluss der Nationalteams von Ruanda, Äthiopien und Eritrea entstanden ist. Ziel dieses Teams ist, als erste Mannschaft mit schwarzafrikanischen Sportlern an der Tour de France teilzunehmen.
Geplant ist eine Zusammenarbeit mit der Tourismusindustrie: Das ARCC liegt in der Nähe des Vulkan-Nationalparks, und die Touristen, die ihn besuchen wollen, passieren das Radsportzentrum. Die Touristen können im Zentrum, das auch über ein Café verfügt, wohnen und sich Fahrräder mieten.